# Escallonia rubra
Escallonia rubra, llamada ñipa roja, sietecamisas y escalonia roja, es una especie de planta con flores de la familia Escalloniaceae.  Es endémica del sur de Chile y zonas vecinas de Argentina.

## Descripción

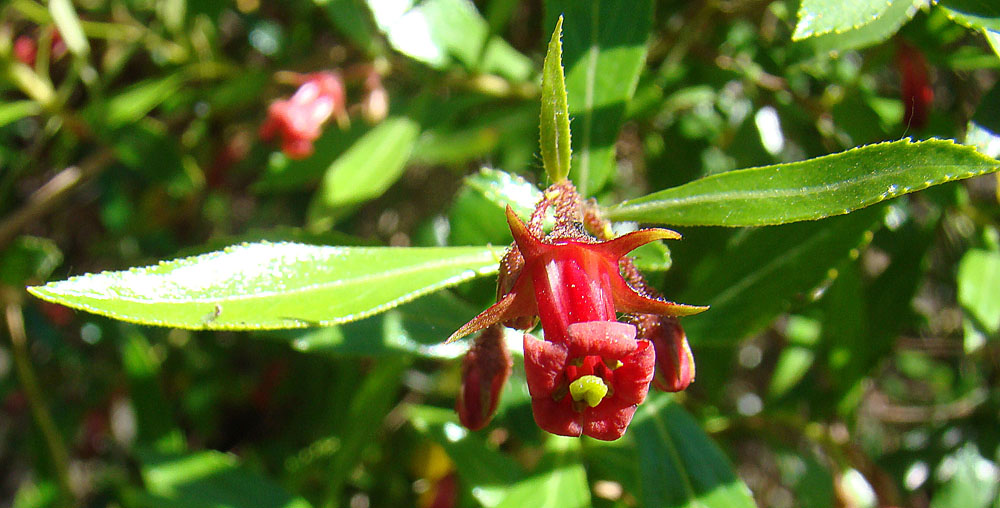
Una variedad con hojas más estrechas y pétalos más rojos.

Escallonia rubra es un arbusto extenso, con una altura generalmente de 0,8 a 1,0 metros pero que puede alcanzar hasta una altura de 3,6 m. Presenta hojas perennes, brillantes, elípticas y dentadas. La parte superior es brillante y de color verde oscuro, mientras que la parte inferior es mucho más clara. La corteza es al principio roja y áspera, luego se vuelve marrón y punteada, y finalmente gris y agrietada. Los cogollos son dispersos y ovalados, con un borde finamente dentado en la mitad exterior. El sistema radicular es fibroso y algo débil en los primeros años. Más tarde se forman fuertes raíces principales, que se encuentran en lo alto del suelo.
Las flores tienen forma de trompeta, de color rosa a carmesí, y florecen entre julio y octubre en el hemisferio norte, mientras que en el hemisferio sur presenta flores rojas a blancas casi durante todo el año, solo ausentes en invierno. Los hipantos son prominentes, de color marrón a rojo, campanuladas con ápices agudos. Las flores se sitúan en racimos cortos desde las esquinas de las hojas. Los pétalos están fusionados formando un tubo corto. Los frutos son cápsulas.

## Ocurrencia
El arbusto se encuentra naturalmente en las laderas de la Cordillera de los Andes en el sur de Chile y Argentina hasta Tierra del Fuego, donde crece en matorrales y bosques abiertos, entre otros biomas. En Chile, habita desde la Región de Coquimbo a la Región de Magallanes, desde el nivel del mar a los 2000 m s. n. m.

## Cultivo
Cultivada como planta ornamental y de seto, se ha naturalizado en Europa Occidental, Oregón y Nueva Zelanda, y se considera invasora en algunos lugares. Se cultiva en muchas otras zonas, como Australia. Su cultivar 'Crimson Spire' ha ganado el Galardón al Mérito en Jardinería de la Real Sociedad de Horticultura.

## Variedades

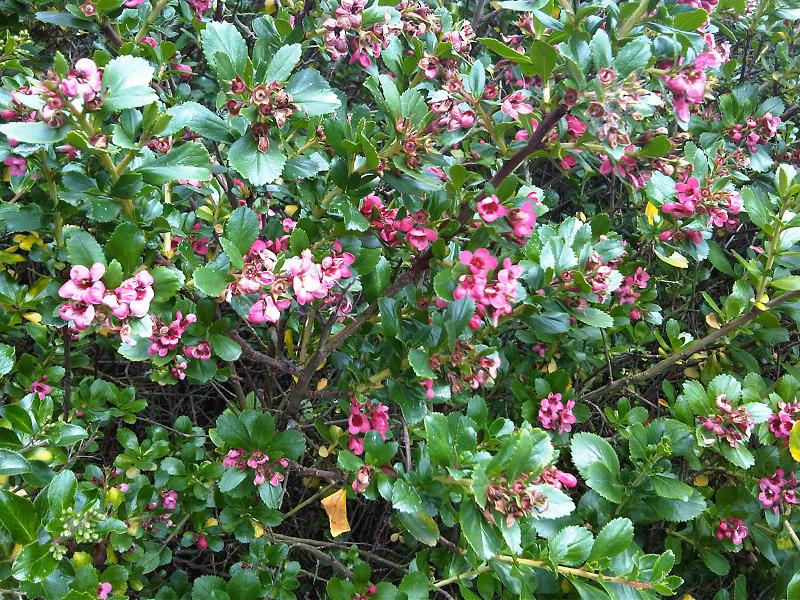
Escallonia rubra var. macrantha

Se han descrito diversas variedades, algunas de las cuales aún pueden aceptarse, dependiendo de la autoridad.
- E. rubra var. albiflora Hosseus
- E. rubra var. albiflora Poepp. y Endl.
- E. rubra var. dumetorum (Phil.) Acevedo & Kausel
- E. rubra var. glutinosa Reiche
- E. rubra var. macrantha Reiche
- E. rubra var. thalassica Kausel